# Psammosphaeridae
Psammosphaeridae es una familia de foraminíferos bentónicos de la superfamilia Psammosphaeroidea, del suborden Saccamminina y del orden Astrorhizida. Su rango cronoestratigráfico abarca desde el Ordovícico hasta la Actualidad.

## Discusión
Clasificaciones previas incluían Psammosphaeridae en la superfamilia Astrorhizoidea, así como en el suborden Textulariina del orden Textulariida, y lo subdividían en dos subfamilias: Subfamilia Psammosphaerinae y Subfamilia Stegnammininae.

## Clasificación
Psammosphaeridae incluye a las siguientes subfamilia y géneros:
- Subfamilia Psammosphaerinae
  - Cellonina †
  - Psammosphaera
  - Psammophax
  - Sorosphaera
  - Thuramminopsis †

Otros géneros asignados a Psammosphaeridae y actualmente clasificados en otras familias son:
- Anictosphaera † de la subfamilia Psammosphaerinae, ahora en la familia Stegnamminidae
- Bykovaeina † de la subfamilia Psammosphaerinae, ahora en la familia Stegnamminidae
- Pseudastrorhiza † de la subfamilia Psammosphaerinae, ahora en la familia Stegnamminidae
- Spiculosiphon de la subfamilia Psammosphaerinae, ahora en la familia Stegnamminidae
- Storthosphaera de la subfamilia Psammosphaerinae, ahora en la familia Stegnamminidae
- Thuramminoides † de la subfamilia Psammosphaerinae, ahora en la familia Stegnamminidae
- Blastammina † de la subfamilia Stegnammininae, ahora en la familia Stegnamminidae
- Certammina † de la subfamilia Stegnammininae, ahora en la familia Stegnamminidae
- Raibosammina † de la subfamilia Stegnammininae, ahora en la familia Stegnamminidae
- Stegnammina † de la subfamilia Stegnammininae, ahora en la familia Stegnamminidae
- Thekammina † de la subfamilia Stegnammininae, ahora en la familia Stegnamminidae

Otros géneros considerados en Psammosphaerinae son:
- Arenosphaera de la subfamilia Psammosphaerinae, aceptado como Psammosphaera
- Danubica de la subfamilia Psammosphaerinae, aceptado como Thuramminopsis
- Palmierina de la subfamilia Psammosphaerinae
- Parvistellites de la subfamilia Psammosphaerinae, aceptado como Pseudastrorhiza
- Psammella † de la subfamilia Psammosphaerinae, aceptado como Psammophaera
- Teichertina de la subfamilia Psammosphaerinae, sustituido por Psammosphaera